# Philippe Takla
Philippe Takla (3 de febrero de 1915 - 10 de julio de 2006) fue un abogado, diplomático y político libanés.
Philippe Takla nació en 1915. Su padre era el político Youssef Takla. Philippe estudió en el Colegio de Antoura. Se matriculó en el Instituto Francés de Derecho, obteniendo su título de abogado, cuando no tenía ni siquiera veinte años.
A la muerte de su hermano mayor Salim en 1945, fue candidato por el asiento católico de Monte Líbano, siendo elegido por primera vez miembro del parlamento. En 1947 fue reelegido por Chouf y en 1957 por Baalbek.
Entre 1946 y 1952 fue ministro de economía de Líbano. Fue gobernador del Banco de Líbano entre 1965 y 1967 y Embajador en Francia entre 1967 y 1975. Fue siete veces ministro de relaciones exteriores del país: 1952; 1958; 1960-1964; 1964-1965; 1966; 1974-1975; 1975-1976. Ese último año se retiró de la vida política.
En 1950 visitó Argentina y recibió la Medalla Peronista de parte del presidente Juan Domingo Perón.
Su velatorio tuvo lugar en la Iglesia Católica Griega en Beirut, 12 de julio de 2006. Está enterrado en su panteón familiar en Zouk Mikael.